# Andronik I Gidos
Andronik I Gidos (grec. Ανδρόνικος Α΄ Γίδος, Andronikos I Gidos) – cesarz Trapezuntu od 1 lutego 1222 do 1235.

## Życiorys
Był zięciem Aleksego I i stryjem Jana I. Jego żona była Nieznana z imienia córka Aleksego I Wielkiego Komnena. Prawdopodobnie, zanim został cesarzem, był generałem cesarza nicejskiego Teodora I. W 1231 Andronik został wciągnięty w konflikt między sułtanem Seldżuków Kayqubadem I (1219–1236) a Mongołami. 